# Andreas Vangstad
Andreas Vangstad (Kristiansand, 24 marzo 1992) è un ex ciclista su strada norvegese, attivo tra gli Elite/Under-23 UCI dal 2014 al 2019 e vincitore di una tappa al Tour of Norway 2015.

## Palmarès

### Strada
- 2015 (Team Sparebanken Sør, tre vittorie)

5ª tappa Tour of Norway (Flå > Hønefoss)
Fyen Rundt
1ª tappa Roserittet DNV GP (cronometro)
- 2016 (Team Sparebanken Sør, una vittoria)

Sundvolden GP
- 2017 (Team Sparebanken Sør, una vittoria)

Prologo Troféu Joaquim Agostinho (Turcifal)
- 2019 (Joker Fuel of Norway, una vittoria)

1ª tappa IL Sverre

#### Altri successi
- 2015 (Team Sparebanken Sør)

4ª tappa Randers Bike Week
Classifica generale Randers Bike Week

## Piazzamenti

### Competizioni mondiali
- Campionati del mondo su strada

Ponferrada 2014 - Cronometro Under-23: 8º
Richmond 2015 - Cronometro Elite: 42º
Bergen 2017 - Cronosquadre: 17º
Bergen 2017 - Cronometro Elite: 31º

### Competizioni europee
- Campionati europei

Nyon 2014 - Cronometro Under-23: 12º
Nyon 2014 - In linea Under-23: ritirato